# موزکیزبال
موزکیزبال (نام علمی: Muzquizopteryx) نام یک سرده از تیره شب‌خزندگان است.